# Cmentarz żydowski w Ujeździe (województwo łódzkie)
Cmentarz żydowski w Ujeździe – kirkut służący niegdyś żydowskiej społeczności zamieszkującej Ujazd. Nie wiadomo kiedy dokładnie powstał. Został zniszczony podczas wojny i obecnie nie ma na nim nagrobków.